# Bagdad (singolo)
Bagdad (ufficialmente Bagdad – Cap 7: Liturgia) è un singolo della cantante spagnola Rosalía, pubblicato il 4 dicembre 2018 come quarto estratto dal secondo album in studio El mal querer.

## Descrizione
La canzone contiene un'interpolazione del brano Cry Me a River di Justin Timberlake.

## Video musicale
Il video musicale, diretto da Helmi, è stato reso disponibile il 4 dicembre 2018.

## Tracce
Testi e musiche di Rosalía Vila, Pablo Díaz-Reixa, Luis García Olles, Leticia Sala Bufill, Antón Álvarez, Justin Timberlake, Timothy Mosley e Scott Storch.
1. Bagdad – 3:02

## Formazione
Musicisti
- Rosalía – voce, cori, battito delle mani, tastiera, arrangiamento
- El Guincho – battito delle mani, tastiera, 808, basso, arrangiamento, arrangiamento dei cori
- Coro infantil del Orfeó Català – cori
- Joan Alberto Amargós – arrangiamento dei cori

Produzione
- El Guincho – produzione, registrazione
- Rosalía – produzione
- Jaycen Joshua – missaggio
- Jacob Richards – assistenza al missaggio
- Rashawn McLean – assistenza al missaggio
- Mike Seaberg – assistenza al missaggio
- Chris Athens – mastering
- Brian Hernández – registrazione

## Classifiche
| Classifica (2018) | Posizione massima |
| ----------------- | ----------------- |
| Spagna            | 7                 |